# خادم دياو
خادم دياو (Khadim Diaw) (مواليد 7 يوليو 1998) هو لاعب كرة قدم موريتاني يلعب في مركز المدافع في نادي الهلال الذي ينافس في الدوري السوداني الممتاز. ويلعب كذلك مع منتخب موريتانيا لكرة القدم وشارك معه في كأس الأمم الإفريقية 2023.

## وصلات خارجية
خادم دياو على موقع قاعدة بيانات كرة القدم.إي يو (الإنجليزية)
- خادم دياو على موقع Soccerway.com (الإنجليزية)